# Homoeomeria
Homoeomeria este un gen de molii din familia Lymantriinae.

## Specii
Câteva specii din acest gen sunt:
- Homoeomeria cretosa (Saalmüller, 1884)
- Homoeomeria euryptena Collenette, 1960
- Homoeomeria flavicapilla (Wallengren, 1860)
- Homoeomeria haploa Collenette, 1958
- Homoeomeria hololeuca (Hampson, 1910)
- Homoeomeria hypsoides Collenette, 1960
- Homoeomeria iroceraea (Collenette, 1959)
- Homoeomeria nivea Aurivillius, 1909

## Legături externe
- en Baza de date a genului Lepidoptera la Muzeul de istorie naturală